# Rathen
Rathen este o stațiune din Districtul Sächsische Schweiz-Osterzgebirge (în traducere „Elveția Saxonă-Munții Metaliferi de Răsărit”) cre este un district rural (Landkreis) din landul Saxonia, Germania. Este așezat sub culisele stâncilor Munților Elbei, la aproximativ 35 kilometri est de Dresda. 
Rathenul este format din două părți, separate de Elba. Oberrathen este așezat pe malul stâng al Elbei, (malul convex) având acces pe șosea sau cu trenul (S-Bahn). Niederrathen, așezat pe malul drept mai ferit de circulație, este accesibil cu un girobac, care leagă cele două părți ale localității fiind clasat ca monument istoric.

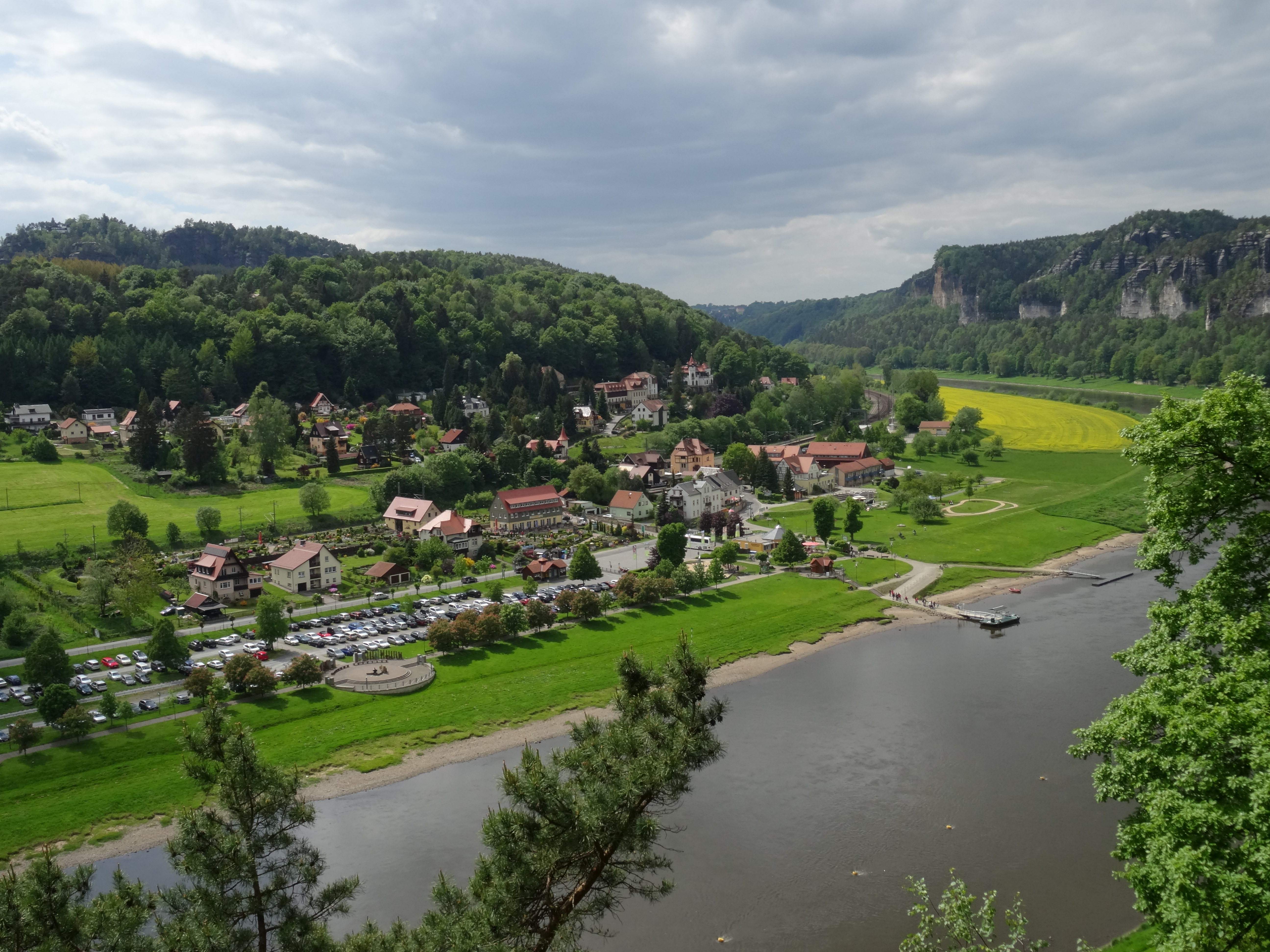
Oberrathen (Rathenul de sus)
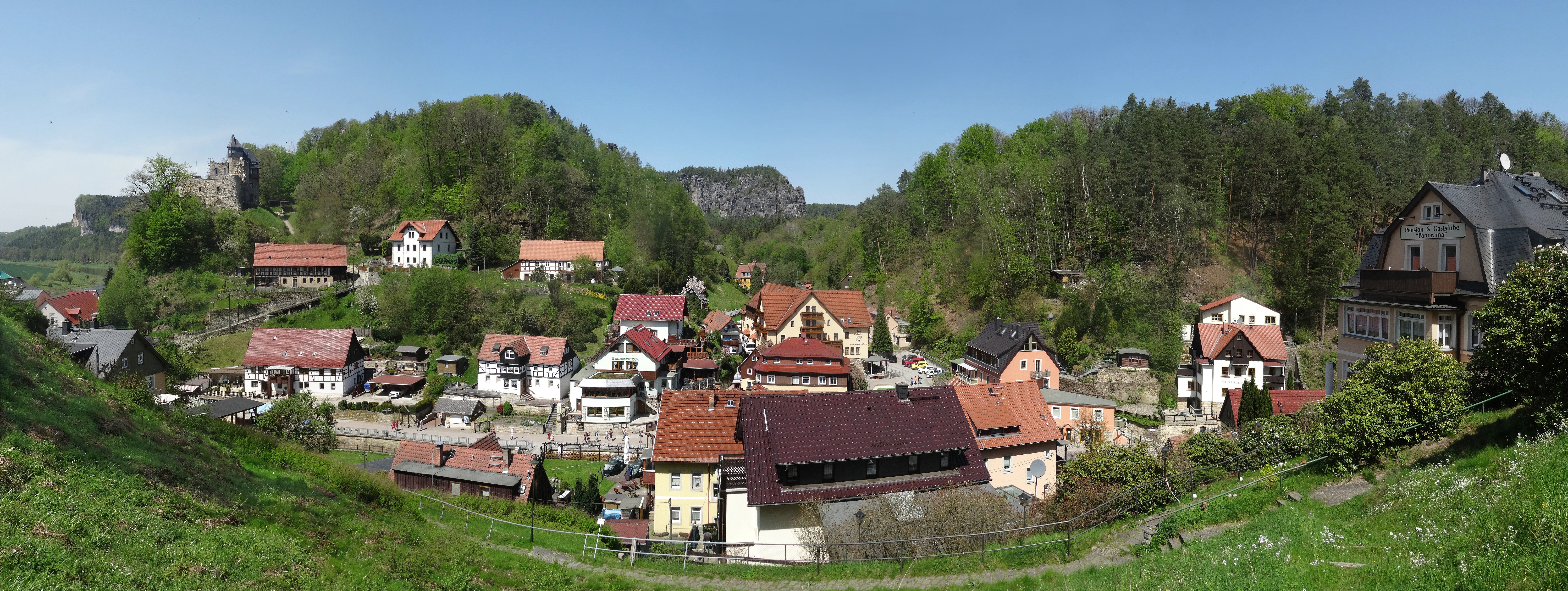
Niederrathen (Rathenul de jos)
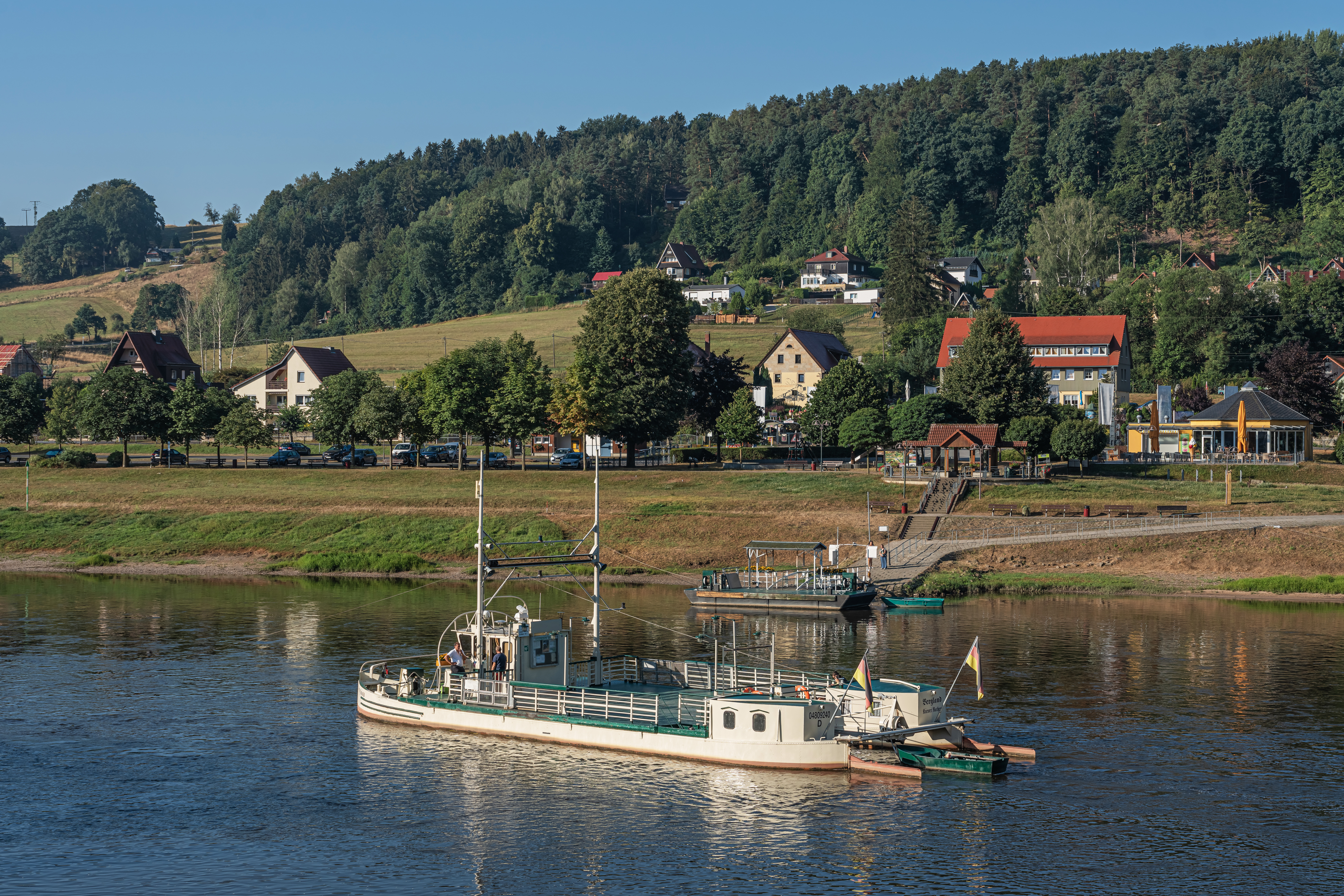
Feribotul ce unește cele două părți ale localității
- Feriboturi și girobac pe Elba între Nieder- și Oberrathen

1. ↑  Alle politisch selbständigen Gemeinden mit ausgewählten Merkmalen am 31.12.2018 (4. Quartal) (în germană), Statistisches Bundesamt[*], arhivat din original la 10 martie 2019, accesat în 10 martie 2019